# Lylysaari (ö i Päijänne-Tavastland)
Lylysaari är en ö i Finland. Den ligger i sjön Pääjärvi och i kommunerna Hollola och Tavastehus och landskapen  Päijänne-Tavastland och Egentliga Tavastland, i den södra delen av landet, 100 km norr om huvudstaden Helsingfors. Öns area är 0,4 hektar och dess största längd är 100 meter i sydöst-nordvästlig riktning.